# Cybister alemon
Cybister alemon är en skalbaggsart som beskrevs av Guignot 1948. Cybister alemon ingår i släktet Cybister och familjen dykare. Inga underarter finns listade i Catalogue of Life.